# 卡斯加爾
卡斯加爾，是一個生活在印度北方邦穆斯林社羣，印巴分治後多數人移民巴基斯坦，生活在信德省。

## 歴史與現狀
他們主要集中生活在北方邦阿瓦德區，傳统職業是製作高腳杯和陶罐。
他們是行種姓内婚制，偏好表親之間通婚。像北印度其他工匠群體，他們有一個傳統的潘查亚特制度，在解決社會糾紛中的重要作用。
他們有些人是什葉派穆斯林，但多数是遜尼派。